# Беніто Флоро
Беніто Флоро (ісп. Benito Floro, нар. 2 червня 1952, Хіхон) — іспанський футбольний тренер. У 1992—1994 роках очолював «Реал Мадрид».

## Кар'єра тренера
Розпочав тренерську кар'єру 1978 року, очоливши тренерський штаб клубу «Сілла» і надалі очолював ряд аматорських кубів, в основному з автономного округу Валенсія. Підвищену увагу цей фахівець приділяв роботі з молоддю. Прийшовши в новий клуб, він відразу ж починав займатися «чисткою дубля» (гравці, які не влаштовували Флоро, покидали клуб, інші ж мали хороші шанси на потрапляння в основу).
Першим професійним клубом у кар'єрі Флоро став клуб «Олімпік» (Хатіва), який очолював у сезоні 1987/88 у Сегунді Б. Наступний рік Беніто провів у цьому ж дивізіоні, тренуючи «Вільярреал».
1989 року Флоро очолив тренерський штаб «Альбасете», що також виступав у Сегунді Б, третьому за рівнем дивізіоні Іспанії. Команда під його керівництвом за два сезони змогла вийти до Прімери, вперше у своїй історії, де у дебютному сезоні 1991/92 зайняла високе 7-ме місце.
Талановитого тренера помітив мадридський «Реал» і в 1992 році Флоро очолив «королівський клуб», який зазнавав складний процес зміни поколінь. При ньому «Реал» виграв Королівський кубок і суперкубок Іспанії, втім відібрати чемпіонство у «Барселони», очолюваної Йоганом Кройфом, так і не зумів.
1994 року Флоро покинув вершкових і повернувся в «Альбасете», замінивши Луїса Суареса. Втім другий прихід Флоро до клубу виявився не таким вдалим і у березні 1996 року через незадовільні результати він пішов з команди, яка за підсумками того сезону вилетіла з Прімери.
Наступний сезон 1996/97 Флоро знову розпочав у Прімері, очоливши «Спортінг» (Хіхон), не зміг закінчити його і був звільнений в квітні 1997 року після поразки 0:4 від «Атлетіка».
Надалі тренер покинув Іспанію і з січня до вересня 1998 року тренував японський «Віссел» (Кобе), після чого 1999 і по 2001 рік очолював тренерський штаб мексиканської команди «Монтеррей».
2002 року, після чотирнадцятирічної перерви, Флоро знову став головним тренером «Вільярреала». Втім цього разу клуб вже був у вищому дивізіоні і мав великі фінансові можливості, тому перед Флоро стояло завдання вивести команду на якісно новий рівень, маючи у своєму розпорядження таких гравців як Хуан Роман Рікельме, Жуліано Беллетті, Фабрісіо Колоччіні, Сонні Андерсон, Родольфо Арруабаррена та інші. Клуб виграв Кубок Інтертото у 2003 році і вперше в історії отримав можливість зіграти у Кубку УЄФА. Хоча Флоро до кінця сезону недопрацював, подавши у відставку в лютому 2004 року, коли команда була на 8 місці, саме закладені ним принципи дозволили «Вільярреалу» дійти до півфіналу Кубка УЄФА
Перед сезоном 2004/05 очолив тренерський штаб «Мальорки», втім вже після восьми турів був звільнений, в яких команда здобула лише одну перемогу.
2005 року став спортивним директором клубу «Реал Мадрид», втім 2006 року, після уходу президента клубу Флорентіно Переса, також покинув команду.
Після п'ятирічної перерви у тренерській роботі, на початку 2009 року Флоро очолив еквадорську «Барселону» (Гуаякіль), з якою не домігся успіху і після відставки влітку того ж року відсудив у клубу близько півмільйона доларів.
У січні 2012 року очолив марокканский «Відад» (Касабланка), втім вже 20 вересня його звільнили з посади.
5 липня 2013 року Канадська футбольна асоціація оголосила про призначення Флоро головним тренером національної збірної. Під його керівництвом збірна стала учасником Золотого кубка КОНКАКАФ 2015 року, де не зуміла вийти з групи. У вересні 2016 року, після того його збірна не вийшла з групи у відборі на чемпіонат світу 2018 року, він був звільнений.
Останнім місцем тренерської роботи був костариканський клуб «Алахуеленсе», головним тренером команди якого Беніто Флоро був з 23 грудня 2016 по 21 серпня 2017 року.

## Титули і досягнення
- Володар Кубка Іспанії (1):

«Реал Мадрид»: 1992–93
- Володар Суперкубка Іспанії (1):

«Реал Мадрид»: 1993
- Співпереможець Кубка Інтертото (1):

«Вільярреал»: 2003

## Особисте життя
Син Флоро, Антоніо Антоніо, також є футбольним тренером.